# 瑞氏楔颖草
瑞氏楔颖革（学名：Apocopis wrightii）为禾本科楔颖草属下的一个种。种名 wrightii 以19世纪美国生物学家Charles Wright的名字命名。

## 变种
- 瑞氏楔颖草（原变种）（学名：Apocopis wrightii var. wrightii）为禾本科楔颖草属下的一个变种。
- 大花楔颖草（植物研究）（学名：Apocopis wrightiivar. macrantha S. L. Chen）。